# Recrutainment
Recrutainment ist die Gamification des Recruitings und bezeichnet den Einsatz spielerisch-simulativer und benutzerorientierter Elemente und Verfahren in der Personalgewinnung.
Gamification ist hierbei definiert als der Einsatz von Spielen in einem Bereich, der selbst kein Spiel ist. Unter Personalgewinnung werden alle Aktivitäten verstanden, die der Versorgung von Unternehmen mit Führungskräften und Mitarbeitern dienen. Zum Prozess der Personalgewinnung wird zum einen das Personalmarketing und zum anderen die Personalauswahl gezählt.

## Unterscheidung zwischen Online- und Offline-Recrutainment
Innerhalb von Recrutainment kann prinzipiell zwischen Online- und Offline-Recrutainment unterschieden werden. Während Offline-Recrutainment eine physische Zusammenkunft von Menschen voraussetzt, beruht Online-Recrutainment auf Mensch-Maschine-Interaktionen. Inzwischen existieren Beispiele, die sowohl Online- als auch Offline-Merkmale bieten und daher als Blended Recrutainment bezeichnet werden.

## Selbstselektion und Fremdselektion
Im Bereich von Online-Recrutainment kann im Wesentlichen zwischen Verfahren, welche der Selbstselektion bzw. dem Personalmarketing dienen und Verfahren, die der Fremdselektion bzw. der Personalauswahl dienen, unterschieden werden. Selbstselektion meint, dass Personen sich selbst für eine Organisation auswählen, für die sie gerne arbeiten möchten. Fremdselektion meint, dass Organisationen unter allen Personen, die sich beworben haben, eine Auswahl treffen. Beide Auswahlprozesse sind in Bezug auf die Qualität der finalen Auswahlentscheidung interdependent.

## Einsatz von Recrutainment zur Verbesserung der Selbstselektion: Matcher und Recruiting Games
Recrutainment-Anwendungen im Bereich des Personalmarketings sind Self-Assessments. Mit dem Einsatz solcher Verfahren wird zum einen im Rahmen des Employer Brandings das Ziel verfolgt, die Wahrnehmung einer Organisation als potenziellen Arbeitgeber zu verbessern. Zum anderen dienen solche Anwendungen der Förderung der Selbstselektionsfähigkeit von Kandidatinnen und Kandidaten auf Basis einer realistischen Tätigkeitsvorschau.
Self-Assessments sind zum einen Matcher als spielerisch-simulative Selbsttests. Im Kontext solcher Applikationen können sich Nutzer auf Basis gamifizierter Inhalte eine Empfehlung geben lassen, ob sie potenziell zu Job und Unternehmen passen. Self-Assessments sind zum anderen Recruiting Games. Im Kontext solcher Applikationen können Nutzer anhand spielerisch-simulativer Inhalte etwas über eine Tätigkeit lernen, um selbst entscheiden zu können, ob sie zu Tätigkeit und Arbeitgeber passen oder nicht. Je mehr eine Person in einem Recruiting-Game über das Unternehmen nebst ihrer Kultur lernt oder je mehr in einem Matcher aufgrund eines Passungsalgorithmus über sich selbst (in Bezug auf Job und Unternehmen) gelernt wird, desto besser sollte die Selbstselektionsentscheidung ausfallen.

## Einsatz von Recrutainment zur Steigerung der Akzeptanz in der Fremdselektion: Game-Based Assessment versus Gamified Assessment
Recrutainment-Anwendungen im Bereich der Personalauswahl sind gamifizierte Online-Assessments.
Hier können im Wesentlichen Gamed-Based-Assessments (GBA) von Gamified Assessments (GA) unterschieden werden. GBA sind Verfahren, die auf Spielen basieren und daher Spiele sind, aber als Tests genutzt werden. Psychometrische Verfahren, die selbst keine Spiele sind, aber mit Spielelementen angereichert wurden, werden dagegen als GA bezeichnet. Die Übergänge zwischen den beiden Verfahrensklassen scheinen fließend zu sein, wobei sich innerhalb der beiden Klassen, die folgenden vier Unterkategorien identifizieren lassen:
- (Online)-Gamified-Assesmments als Serious-Gamified-Assessments (SeGA): Realistische, weil unternehmens- und anforderungsnah gestaltete spielerisch simulative Tests
- (Online)-Gamified-Assessments als Surreal-Gamified-Assessments (SuGA): Unrealistische, weil fantasievoll, aber anforderungsfern gestaltete spielerisch simulative Tests
- (Online)-Game-Based Assessments als Psychometric-Games (PsyGA): Zu eignungsdiagnostischen Zwecken konzipierte und validierte Spiele
- (Online)-Game-Based Assessments als Video-Games (ViGA): Für die Eignungsdiagnostik zweckentfremdete Spiele, die an Tests validiert warden

Ein Ziel aller aufgeführter Verfahren ist auch hier die Verbesserung der Wahrnehmung der Organisation als Arbeitgeber im Rahmen des Employer Brandings. Außerdem scheint ein übergeordnetes Ziel von Organisationen zu sein, sich mit gamifizierten, innovativen Auswahlmethoden neue Zielgruppen zu erschließen bzw. sich für neue Bewerbergruppen interessant zu machen.
Mit den Verfahren werden aber auch Ziele verfolgt, die sich deutlich voneinander unterscheiden und sich u. U. sogar ausschließen. Das Ziel von vielen Game-Based-Assessments und Surreal-Gamified-Assessments (s. o.) ist die Verschleierung der Testintention. Hier soll die Gamifizierung in einer Weise unterhaltsam sein, dass Testpersonen während des Spiels nicht merken, dass sie getestet werden oder dieses getestet werden zumindest als angenehm empfinden. Auf diese Weise soll unerwünschtes Verhalten im Sinne von Faking oder Impression Management erschwert, aber auch Testangst reduziert und damit möglichst durch das Spielen die Testakzeptanz (soziale Validität) verbessert werden. Diese Verschleierung ist das Ziel von sogenannten „stealth“ – also „getarnten“ oder „verschleierten“ – Assessments.
Das Ziel bei Serious Gamified Assessments (s. o.) ist dagegen nicht Verschleierung, sondern eine offene und transparente Kommunikation mit der Testperson. SeGAs wollen das spielerisch-simulative Lernen relevanter Anforderungen und Inhalte des potenziellen Arbeitgebers ermöglichen. Basis dafür ist Transparenz dahingehend, warum ein bestimmtes Testverfahren zum Einsatz kommt. Je mehr eine Person im Rahmen der Testung auf Basis eines realistischen, weil unternehmens- und anforderungsnah gestalteten spielerisch simulativen Tests über das Unternehmen und die konkrete zu besetzende Position lernt, desto eher sollte die Testperson akzeptieren, dass sie bestimmte Leistungen (z. B. in einem kognitiven Leistungstest) zeigen oder persönliche Angaben (z. B. in einem Persönlichkeitstest) machen soll. Ziel ist also die Förderung der sozialen Validität bzw. Akzeptanz der eingesetzten Tests sowie die positive Wahrnehmung des gesamten Auswahlprozesses (Candidate Experience). Dies soll u. a. dazu führen, dass weniger oder gar keine passenden Bewerberinnen und Bewerber während des Personalauswahlprozesses abspringen.
Bei Recruiting Games, Matchern und Serious-Gamified-Assessments stehen Transparenz und die Möglichkeit auf Basis einer realistischen Tätigkeitsvorschau zu Lernen im Mittelpunkt. Dies soll im Rahmen des Personalmarketings die Qualität der Selbstselektion verbessern und im Rahmen der Personalauswahl die Akzeptanz der Fremdauswahl erhöhen. Die drei genannten Verfahrensklassen können als Recrutainment im engeren Sinne betrachtet werden.

## Definition Recrutainment
Auf Basis der oben umrissenen Zusammenhänge kann Recrutainment daher wie folgt definiert werden:
- Recrutainment ist die Gamification des Recruitings und bezeichnet den Einsatz spielerisch-simulativer und benutzerorientierter Elemente und Verfahren in der Personalgewinnung inklusive Personalmarketing und Personalauswahl.
- Recrutainment dient der Verbesserung des Zusammenfindens von „passenden“ Kandidatinnen und Kandidaten und „passendem“ Arbeitgeber bzw. „passender“ Ausbildungseinrichtung vor dem Hintergrund einer optimalen Candidate Experience.
- Unter Recrutainment fallen Offline- und Online-Verfahren, welche sich wiederum in Self- und Online-Assessments unterteilen lassen.
- Unterhaltung ist idealerweise im Recrutainment kein Selbstzweck. Wichtig sollte immer der konkrete Bezug zu einem Arbeitgeber, einer Ausbildungseinrichtung, Berufen/Berufsbildern oder Berufs- und Bildungswegen sein. Eine solchermaßen konzipierte Recrutainment-Anwendung kann als Recrutainment im engeren Sinne bezeichnet werden.